# 迷い家

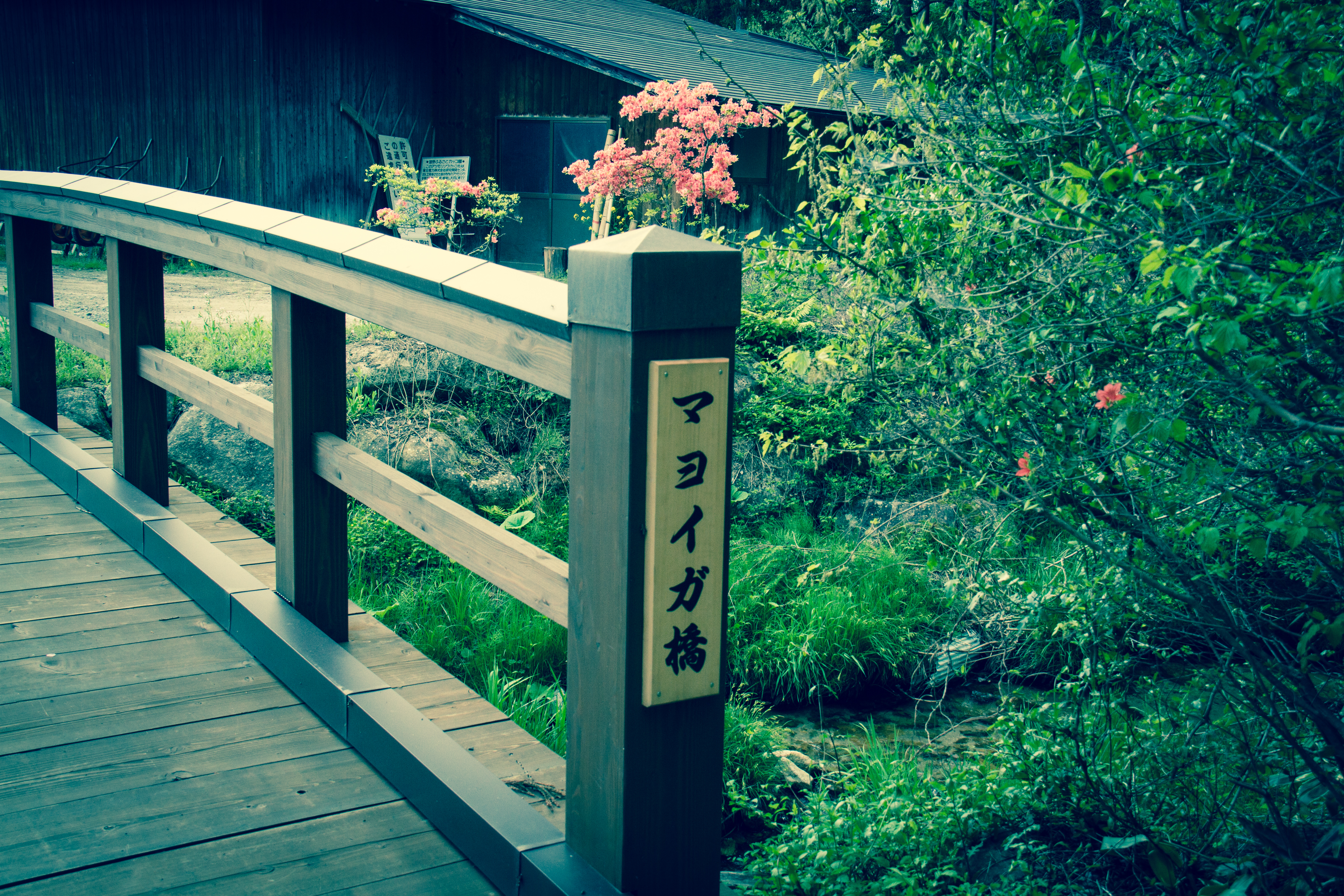
遠野ふるさと村、迷い家をイメージした「マヨイガの森」の「マヨイガ橋」

迷い家（まよいが、マヨイガ、マヨヒガ）は、東北、関東地方に伝わる、訪れた者に富をもたらすとされる山中の幻の家、あるいはその家を訪れた者についての伝承の名である。この伝承は、民俗学者・柳田國男が現在の岩手県土淵村（現・遠野市）出身の佐々木喜善から聞き書きした話を『遠野物語』(1910)の「六三」「六四」で紹介したことにより広く知られるところとなった。
『遠野物語』によれば、迷い家とは訪れた者に富貴を授ける不思議な家であり、訪れた者はその家から何か物品を持ち出してよいことになっている。しかし誰もがその恩恵に与れるわけではなく、「六三」は無欲ゆえに富を授かった三浦家の妻の成功譚となり、「六四」は欲をもった村人を案内したせいで富を授かれなかった若者の失敗譚を描いている。
また語源や表記については、「マヨヒガ」とは遠野での呼称であることが『遠野物語』および佐々木喜善の著作「山奥の長者屋敷」(1923『中学世界』に掲載)に記されている。これをもとに現在のさまざまな文献では現代仮名遣いに改めた「まよいが」や当て字の「迷い家」などと表記されている。

## 「迷い家」伝承
「迷い家」伝承の筋は柳田國男の『遠野物語』のテキストを元にしたものが多い。しかしその他にも『遠野物語』の情報提供者である佐々木喜善自身が綴ったテキストや、どちらにも取り上げられなかった地元の伝承など、細部の異なる話もまた存在している。

### 柳田國男の「迷い家」
現在よく知られるバリエーションは『遠野物語』の「迷い家」である。これは佐々木喜善から聞き書きされたものであるが、聞いたままの話ではなく、柳田により手を加えられた部分も少なからず存在する。

#### 『遠野物語』
六三　小国の三浦某と云ふは村一の金持なり。今より二三代目の主人、まだ家は貧しくして、妻は少しく魯鈍なりき。この妻ある日門（カド）の前を流るゝ小さき川に沿ひて蕗を採りに入りしに、よき物少なければ次第に谷奥深く登りたり。さてふと見れば立派なる黒き門（モン）の家あり。訝しけれど門の中に入りて見るに、大なる庭にて紅白の花一面に咲き鷄多く遊べり。其庭を裏の方へ廻れば、牛小屋ありて牛多く居り、馬舎ありて馬多く居れども、一向に人は居らず。終に玄関より上がりたるに、その次の間には朱と黒との膳椀あまた取出したり。奥の坐敷には火鉢ありて鉄瓶の湯のたぎれるを見たり。されども終に人影は無ければ、もしは山男の家では無いかと急に恐ろしくなり、駆け出して家に帰りたり。此事を人に語れども実と思う者も無かりしが、又或日我家のカドに出でゝ物を洗ひてありしに、川上より赤き椀一つ流れて来たり。あまり美しければ拾ひ上げたれど、之を食器に用ゐたらば汚しと人に叱られんかと思ひ、ケセネギツ（雑穀を収納する櫃）の中に起きてケセネを量る器と為したり。然るに此器にて量り始めてより、いつ迄経ちてもケセネ尽きず。家の者も之を怪しみて女に問ひたるとき、始めて川より拾ひ上げし由をば語りぬ。此家はこれより幸運に向ひ、終に今の三浦家と成れり。遠野にては山中の不思議なる家をマヨヒガと云ふ。マヨヒガに行き当りたる者は、必ず其家の内の什器家畜何にてもあれ持ち出でゝ来べきものなり。其人に授けんが為にかゝる家をば見する也。女が無慾にて何物をも盗み来ざりしが故に、この椀自ら流れて来たりしなるべしと云へり。
六四　金沢村は白望の麓、上閉伊郡の内にても殊に山奥にて、人の往来する者少なし。六七年前此村より栃内村の山崎なる某かゝが家に娘の聟を取りたり。此聟実家に行かんとして山路に迷ひ、又このマヨヒガに行き当たりぬ。家の有様、牛馬鶏の多きこと、花の紅白に咲きたりしことなど、すべて前の話の通りなり。同じく玄関に入りしに、膳椀を取出したる室あり。座敷に鉄瓶の湯たぎりて、今まさに茶を煮んとする所のやうに見え、どこか便所などのあたりに人が立ちて在るやうにも思はれたり。茫然として後には段々恐ろしくなり、引返して終に小国の村里に出でたり。小国にては此話を聞きて實とする者も無かりしが、山崎の方にてはそはマヨヒガなるべし、行きて膳椀の類を持ち来り長者にならんとて、聟殿を先に立てゝ人あまた之を求めに山の奥に入り、こゝに門ありきと云ふ処に来れども、眼にかゝるものも無く空しく帰り来りぬ。その聟も終に金持になりたりと云ふことを聞かず。

### 佐々木喜善の「迷い家」
『遠野物語』のほか佐々木喜善が自ら綴ったものもある。彼は「山奥の長者屋敷」（1923『中学世界』）、「隠れ里」（1931『聴耳草紙』）と題して二種の「迷い家」を発表している。これらはどちらも金沢村出身の若者を主人公にしていることから、『遠野物語』「六四」と同根の話であると思われる。しかしこちらの方が若者の人物像や迷い家に至るまでの描写が克明に描かれている。

#### 「山奥の長者屋敷」『中学世界』
次には、矢張り桐の花と関係ある隠れ里（土地ではマヨヒガ）の話をしませう。
金沢村（上閉伊郡）の産でだといふ若者（二十四五歳位）が私の家の近所に聟に来ました。それは四五年前のことなのですが、此の若者がどうも生れつき少々小足りない方なので、私が村に一年ばかり居つて離縁され、今では同じ土淵町の中ですが、字が違ふ所に復入聟して居ります、其の男の物語つた話。
「己ら家は昔から狩人筋であつたのだから、己なども十四五の時から山さ行つてた。祖父も親父も立派な鉄砲を持つてゐたのし、その鉄砲こそお前様に見せたい程のものだ。（斯う言つて彼は得意そうに微笑しました。）己まだこちらさ来ねえ時、一人で白見山さ行つたことがあつたつけ。さうすると彼の南向きのある洞を遠くから眺めて見ると、なんだが霞でもうからむやうに美しい花こが咲き群がつて見えるものだから、可怪しく思つて其れを目的に行つて見れば、其処はなんともかんとも言はれない酒張とした所で、大きな岩が立つてゐて、其の岩の小穴から綺麗な水が湧てゐた。そして其の湧水のほとりに赤く塗つた桶があつたから、これは此の辺に人の家でもあるべかなと思つて、岩をめぐつて少しばかり行つて見ると、大きな黒い門がありますけ。可怪しく思つて其の門から入つて行くと、赤い鶏がたくさん遊んでゐたり、片方の厩には、青馬だの栗毛だのゝ馬がゐる、そして大きな構への家があるものだから玄関から上つて見たが、人が誰も居る気振りもない。四辺があまりに立派なものだから家のなかを彼方此方を歩き廻つて見ますとな、赤いまうせんを敷いた座敷があつて、其処には唐銅の火鉢に火がおきて鉄瓶が懸つて湯がたぎつてゐたところもあればまた客来様もあるものと見えて朱膳朱椀が多勢前揃へ並べられてある座敷もありますけ。己はあまり見てゐて、其の家の人達になど見付けられたら盗人だべと思はれべえと思つて、どこか其所を出はつて庭さ出ると、前の鶏どもが驚いて其処らを飛び歩くから、己は門から出て此処闇と遁げて来ました。さうするといつの間にかいつも通つて知つてゐる路のとこにさ出てゐましたつけ。
それから、ひょつと彼れは泥棒の棲家ではないかと思つたから、追手のかゝらねえうちにと一生懸命に走せて人里の方さ還つて、そして家さ来て其の話をすると、みんなは何のことだ其れはマヨヒガと謂うてお前に運を授けるところだつたものを、なんたらお前はよくよく運のない奴だ。何故其所から椀か鶏か馬か何んでもよい、一つ持つて来なかつた。なんたらあつたらことをした。さあ今一かへり此れから其所に歩べと言われて、此度は家の人達村人だの多勢で行つて、其処を尋ね探して見たがどうしても見つからなかつた。
お前は此の辺から、かうして向うの洞を見た時その花群が見えたのか、なんて木さ登つたり岩さ上つたりして眺めて見ても、もうそんな山も洞も見えればこそ、みんなには何トボケてけつかる。此の小馬鹿の話を真にして来たばと言つて皆は笑ふし、己もさう言はれると夢見たやうな心持だつた。」
「あゝあゝ、真に己ら言ひ落としたが、其の家のある桐の林には一面に桐の花が咲いたり散つたりしてゐたつけ」と其の若者が言ひました。極く近頃に聞いた話です。

#### 「隠れ里」『聴耳草紙』
シロミ山の「隠れ里」のことは「遠野物語」の中にも出て居るが、あれとは亦別な話をして見やう。此山の東南の麓の金沢と云ふ村に某と云ふ若者があつた。此男或時山へ行くと、どの辺の谷の奥果であつたか、とにかく未だ嘗つて見たことも聞いたこともない程大きな構への館に行き当つた。其家のモヨリは先づ大きな黒門があつた。その門を入つて行くと鶏が多く居た。それから少し行くと立派な厩舎があつて其中には駿馬が六匹も七匹も居た。裏の方に廻つて見ると炉には火がどがどが燃えてをり、常居へ上ると其所には炭火がおこつて居る。茶の間には何かのコガ（大桶）があり、座敷には朱膳朱椀が並べられて、其次の座敷には金屏風が立て廻されて、唐銅火鉢に炭火が取られてあつたが何所にも人一人居なかつた。さうして見て歩るくうちに、何となく恐ろしくなつて其男は逃げ帰つた。
（その男は少々足りない性質であつた。村の和野の善右衛門と云ふ家へ聟に来たが、或年の五月に田五人役とかで灰張りへ遣ると、一番上のオサの水口へ、五人役振りの灰を山積さして置いて来た。どうしてそんな事をしたと訊くと、なあに上のオサの水が、五人役の田にかゝるべから、同じ事だと言つたので離縁になつた。）
（此話は其男の友人の村の百姓爺の大洞万三丞殿から聴いたものであつた。）

### その他の「迷い家」
柳田・佐々木両者の書き記したもののほかにも「迷い家」伝承が土淵町琴畑部落に存在することは、遠野市出身の民俗学者・菊池照雄が指摘している。彼によれば「遠野から白見山をめざすときには、土淵町琴畑がその入口となるが、琴畑川の川上から巨大な桐の花や椀が流れて来るので、不思議に思った村人が川に沿って奥山に至り、マヨイガを発見したという伝承が、ここにも残っている」という。しかし柳田や佐々木のような説話としての体裁をとった詳細なテキストは残されていない。

## 「迷い家」についての諸論考
この「迷い家」には多くの研究者が関心を寄せており、さまざまな論考が存在する。

### 伝承者たちの心意
その中には「迷い家」を語り継いできた伝承者の心情を主題にしているものがある。竹内利美は「ユートピアとしてのかくれ里」（1969『伝統と現代』）にて「六三」を取り上げて村落民のユートピア観を論じている。彼は立派な門構え、紅白の花、豊富な家畜、朱と黒の膳椀という福禄円満な生活を模した情景を「小楽土」と称して評価した。この論考は宮田も「ユートピア思想」（1977『講座・比較文化』第6巻）に引用している。曰く、同じ地平線のレベルにあるマヨヒガのことを「いつしかそういう機会がひょんな時に訪れるのだろう」と信じさせてくれる「素朴なユートピア観」であると論じた。